# Ballaharra Stones
De Ballaharra Stones, ook Ballaharra Burial Cairn, zijn vier overgebleven stenen van een neolithisch ganggraf gelegen nabij St John's in de parish German op het eiland Man. Sinds 2001 staan deze in het dorp St John's tegenover St John's Chapel.
De Ballaharra Stones waren onderdeel van een ganggraf met voorhof uit het neolithicum. Koolstofdatering gaf circa 2300 v.Chr. als jaartal.
In 1971 werd het ganggraf ontdekt toen de Ballaharra-zandgroeve (coördinaten: 54°12'28.6"N 4°39'48.0"W) werd uitgebreid. De tombe bevond zich aan de voet van een heuvel en bevond zich ingegraven in plaats van het meer gebruikelijke boven de grond.
Het ganggraf werd onderzocht door de lokale archeoloog Sheila Cregeen uit Peel. De tombe had twee kamers en was van hetzelfde type als de tombes van Cashtal yn Ard en King Orry's Grave. Er werden vuurstenen werktuigen en resten van aardewerk aangetroffen vergelijkbaar met de vondsten in Meayll Hill. Ook werd een urn uit de bronstijd gevonden. Bij het Ballaharra-ganggraf werden ook crematieresten aangetroffen.
Er waren zes grote stenen van de tombe overgebleven, waarvan er twee verpulverd werden. De overgebleven vier stenen werden door de eigenaars van de zandgroeve gedoneerd aan de parish German. In 2000-2001 werden deze stenen geplaatst op de plek van de oude omheinde wei waar loslopend vee werd opgevangen in St John's, direct tegenover de zuidelijke ingang van St John's Chapel (Tynwald Church). Op de originele locatie is niets overgebleven, deze is compleet afgegraven.

## Beheer
De Ballaharra Stones worden beheerd door de parish German. Van de originele locatie is niets overgebleven.